# Putler

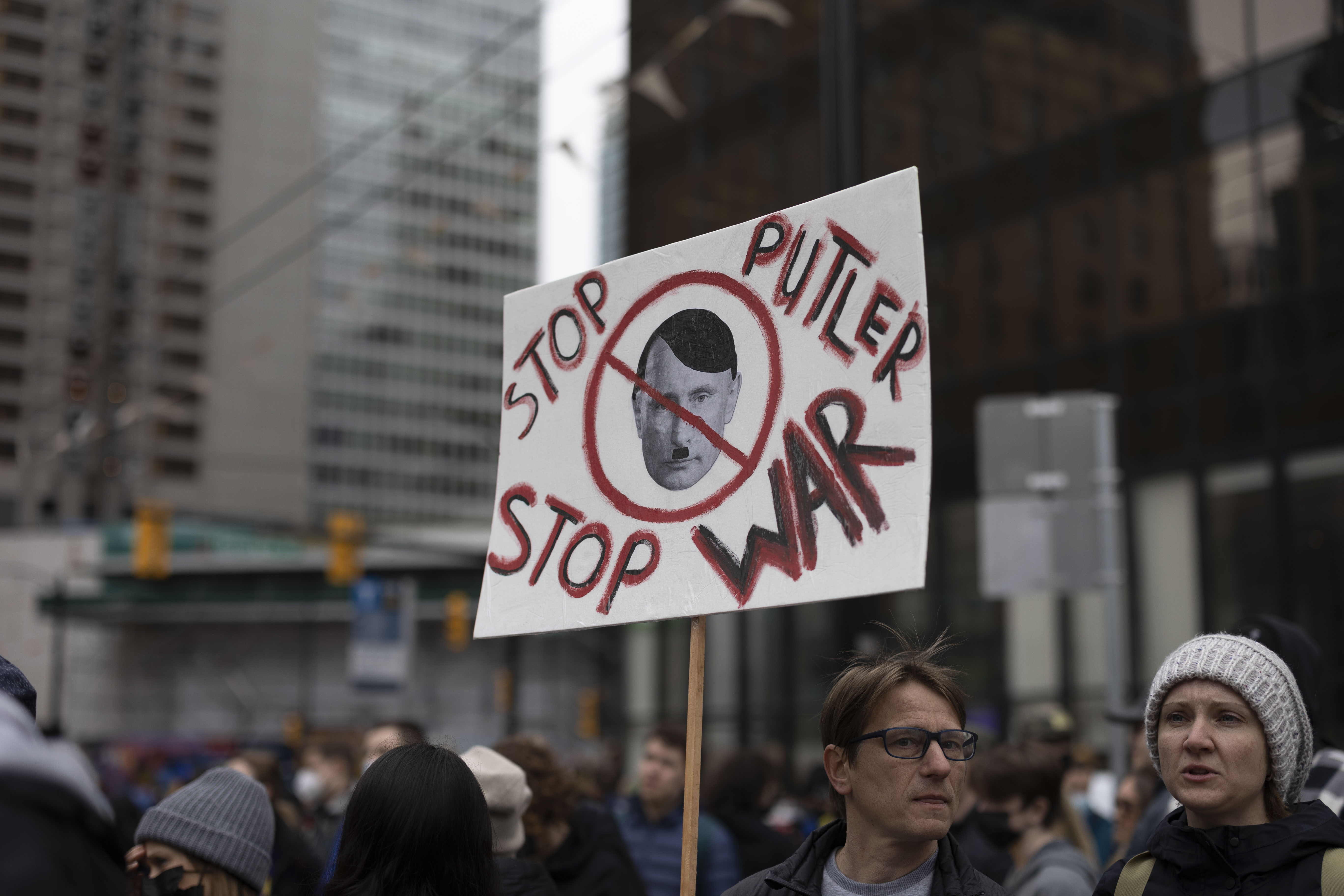
Protest antywojenny w Vancouver 26 lutego 2022

Putler – neologizm polityczny, o jednoznacznie negatywnych konotacjach, utworzony przez połączenie nazwisk Adolfa Hitlera i Władimira Putina, przez przeciwników politycznych Putina.
Według rosyjskiego językoznawcy Borisa Szafullina pojęcie „Putler” narodziło się w Rosji, natomiast francuska historyczka Marlène Laruelle przypisuje jego autorstwo prasie ukraińskiej. Określenie to upowszechniło się także w zrozumiałej powszechnie wersji Putler kaput.
W styczniu 2009 hasło Putler kaput pojawiło się na transparencie w trakcie wiecu we Władywostoku, zorganizowanego przez Komunistyczną Partię Federacji Rosyjskiej i zyskało dużą popularność. Trzy miesiące później zakazano jego używania w Rosji, jako obraźliwego wobec władz państwowych, mimo iż miejscowi działacze komunistyczni przekonywali, że słowo Putler odnosi się do jednego z lokalnych przedsiębiorców. Ponownie hasło Putler kaput pojawiło się w czasie protestów opozycji związanych z wyborami do Dumy (grudzień 2011) i wyborami prezydenckimi w 2012.
Szczególna popularność określenia Putler była zauważalna w Ukrainie po aneksji Krymu przez Rosję w 2014. Ukraińscy publicyści porównywali zajęcie Krymu do Anschlussu Austrii przez Niemcy w roku 1938, co skłaniało do używania pojęć stworzonych przez analogię nazizmu i putinizmu. Na demonstracjach w Ukrainie przeciwko rosyjskiej okupacji Krymu i Donbasu obok słowa Putler pojawiały się karykatury łączące charakterystyczne cechy twarzy Hitlera i Putina. Po agresji Rosji na Ukrainę w lutym 2022 określenie Putler stało się jednym z najbardziej typowych sloganów wykorzystywanych przez uczestników protestów antyrosyjskich.